# 伯尔斯博恩
伯尔斯博恩是德国莱茵兰-普法尔茨州的一个市镇。总面积3.90平方公里，总人口396人，其中男性207人，女性189人（2011年12月31日），人口密度102人/平方公里。